# スイス連邦工科大学ローザンヌ校
スイス連邦工科大学ローザンヌ校（スイスれんぽうこうかだいがくローザンヌこう、英語: Swiss Federal Institute of Technology in Lausanne、公用語表記: École polytechnique fédérale de Lausanne）は、ヴォー州、ローザンヌに本部を置くスイスの国立大学。1853年創立、1969年大学設置。大学の略称はEPFL。スイス最高学府のスイス連邦工科大学チューリッヒ校(ETHZ)の姉妹校であり、ETHZに次ぎ、ヨーロッパ工科系大学でもトップクラスの名門校である。
ヨーロッパの理工系大学の戦略的パートナーシップである「EuroTech Universities Alliance」の6つのメンバー校（スイス連邦工科大学ローザンヌ校、ミュンヘン工科大学、アイントホーフェン工科大学、デンマーク工科大学、エコール・ポリテクニーク、イスラエル工科大学）の1つとなっている。

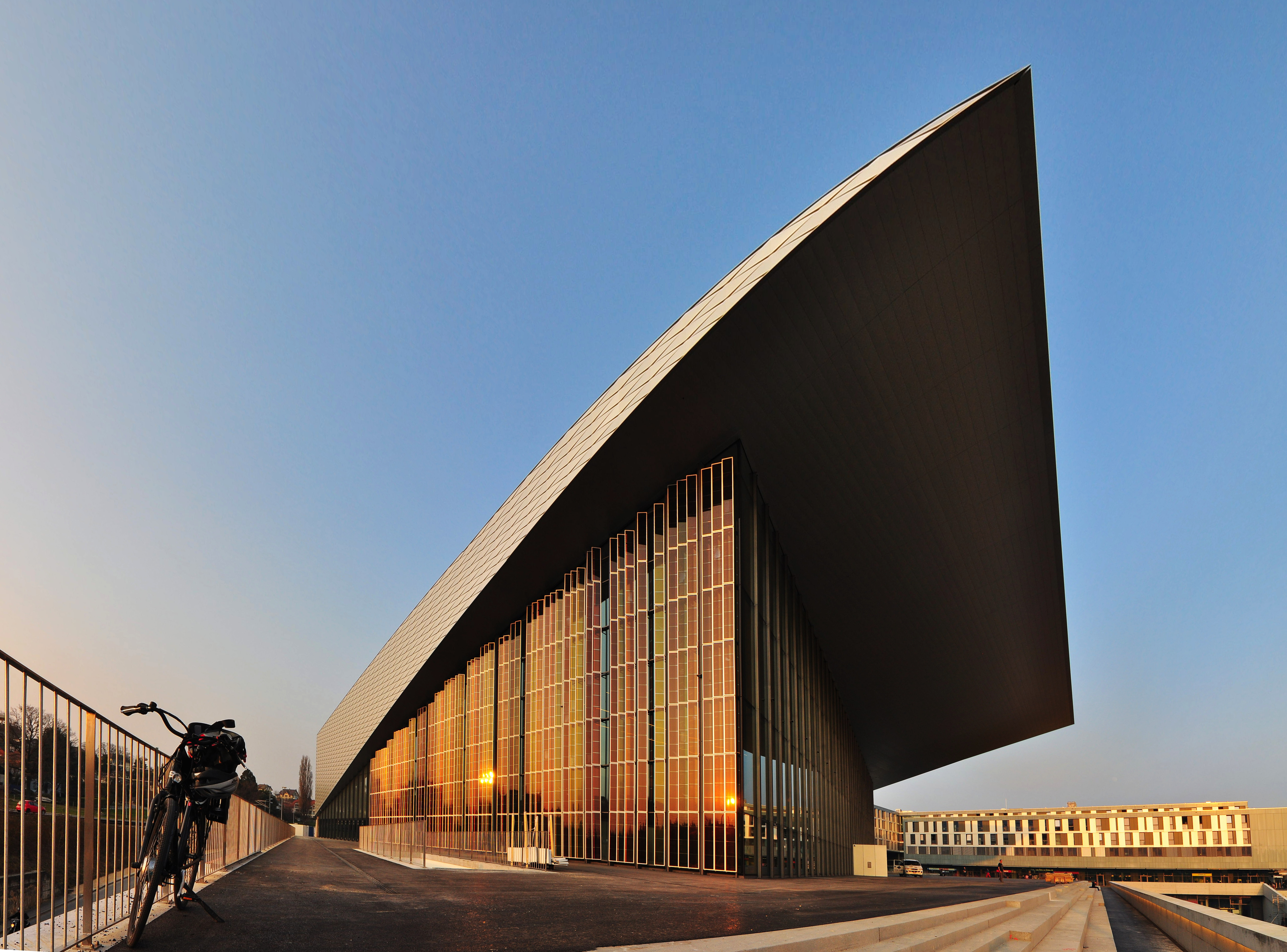
テックコンベンション・センター

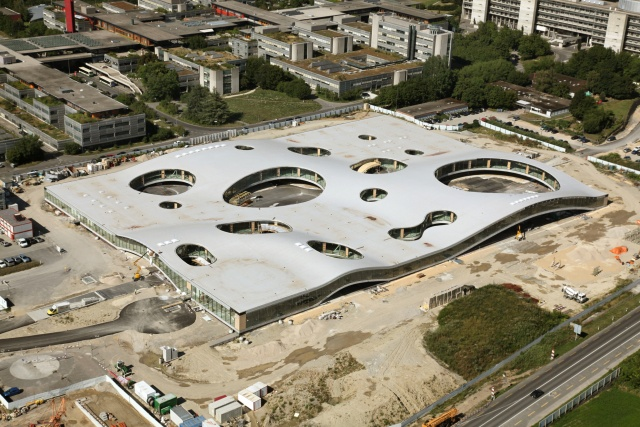
ラーニング・センター

## 概要
2校あるスイス連邦工科大学のひとつで、フランス語圏のローザンヌ西郊のレマン湖畔に位置する。なお、もう1校のスイス連邦工科大学は、ドイツ語圏のチューリッヒにあるチューリッヒ校 (ETHZ) である。
1853年に私立学校として創設され、1869年に公立化された。スイス連邦政府の下に入り、現在の名称となったのは1969年のことである。
2010年には、日本の建築家ユニットSANAAによるラーニング・センターが竣工している。

## 評価
スイス連邦工科大学ローザンヌ校は、世界有数の工科大学として、国際的に高い評価を得ている。2018年度のQS世界大学ランキングにおいて、工学技術部門、総合ともに世界第12位に位置づけられており、米英の英語圏を除いては、姉妹校であるスイス連邦工科大学チューリッヒ校に次いで世界2位である。
また、2016-2017年度のTHE世界大学ランキングにおいて、工学技術部門で世界第11位、総合第30位、そして創設50年未満の大学としては世界第1位の評価を受けている。更には、2017年度の上海交通大学による世界大学学術ランキング(ARWU)においても、エネルギー科学工学分野で世界5位にランクされており、世界ランキング上位の常連校として高い評価を得ている。

## 世界の主な学生交流協定校

### 日本
- 東京大学
- 京都大学
- 大阪大学
- 東京工業大学
- 東北大学
- 芝浦工業大学
- 大阪大学 （2004.2.28～）

### その他
- ジョンズ・ホプキンス大学
- コーネル大学
- ワシントン大学
- トロント大学
- ブリティッシュコロンビア大学
- ウォータールー大学
- モントリオール大学
- モントリオール理工科大学
- インペリアル・カレッジ・ロンドン
- エディンバラ大学
- チューリッヒ工科大学
- デルフト工科大学
- 北京大学
- 清華大学
- シンガポール国立大学